# Волково (Чухломский район)
Волково — деревня в Чухломском муниципальном районе Костромской области. Входит в состав Петровского сельского поселения

## География
Находится в северной части Костромской области на расстоянии приблизительно 13 км на юго-восток по прямой от города Чухлома, административного центра района на левобережье реки Вига.

## История
В 1872 году здесь было учтено 9 дворов, в 1907 году — 7.

## Население
Постоянное население составляло 51 человек (1872 год), 39 (1897), 41 (1907), 2 в 2002 году (русские 100 %), 0 в 2022.